# Павликени
Павлике́ни (болг. Павликени) — місто в Великотирновській області Болгарії. Адміністративний центр громади Павликени.

## Населення
За даними перепису населення 2011 року у місті проживала 10 671 особа.
Національний склад населення міста:
| Національність   | Кількість осіб | Відсоток |
| ---------------- | -------------- | -------- |
| болгари          | 9337           | 94,5%    |
| турки            | 302            | 3,1%     |
| цигани           | 185            | 1,9%     |
| інша             | 20             | 0,2%     |
| не визначились   | 35             | 0,4%     |
| Всього відповіли | 9879           |          |

Розподіл населення за віком у 2011 році:
Динаміка населення: